# He Jinxian
He Jinxian (* 13. November 2006) ist ein chinesischer Leichtathlet, der sich auf den Sprint spezialisiert hat.

## Sportliche Laufbahn
Erste internationale Erfahrungen sammelte He Jinxian im Jahr 2024, als er bei den U20-Weltmeisterschaften in Lima in 10,51 s den achten Platz im 100-Meter-Lauf belegte und verpasste mit der chinesischen 4-mal-100-Meter-Staffel den Finaleinzug. Bei den World Athletics Relays 2025 in Guangzhou kam er in der 2. Qualifikationsrunde über 4-mal 100 Meter für die Weltmeisterschaften in Tokio zum Einsatz, verpasste dort aber eine Direktqualifikation. Anschließend schied er bei den Asienmeisterschaften in Gumi mit 10,49 s im Halbfinale über 100 Meter aus und wurde mit der Staffel im Finale disqualifiziert. 
2024 wurde He chinesischer Meister im 100-Meter-Lauf.

## Persönliche Bestzeiten
- 100 Meter: 10,06 s (+1,1 m/s), 29. Juni 2024 in Rizhao (chinesischer U20-Rekord)
- 60 Meter (Halle): 6,75 s, 27. Februar 2024 in Chengdu